# Allograpta
Allograpta is een vliegengeslacht uit de familie van de zweefvliegen (Syrphidae).

## Soorten
- A. exoticus (Wiedemann, 1830)
- A. micrura (Osten Sacken, 1877)
- A. obliqua (Say, 1823)
- A. radiatus (Bigot, 1857)